# RD 潛腦調查室
《RD 潛腦調查室》為一齣由2008年4月開始於在日本播放的電視動畫原創作品。由士郎正宗、Production I.G共同原作的科幻動畫。RD為「Real Drive」的縮寫。

## 概要
與同為Production I.G與士郎正宗所製作的電視動畫《攻殼機動隊 STAND ALONE COMPLEX》有共通的設定。

## 故事簡介
由士郎正宗與Production I.G黃金拍檔再度打造的動畫作品，此作品世界觀和《攻殼機動隊》相通。官方網站雖然沒有解釋「RD」英文的涵義，可是在Production I.G站內的英文版情報網頁中，已揭示「RD = Real Drive」這個關鍵字。若是互相對照英文的描述以及《RD 潛腦調查室》官方網站對於劇情概要的敘述，可以推測「Real Drive」在某種程度上是象徵「Meta Real Network」的世界。 
西元2061年，也就是人類構築網路社會已達半世紀之久。即使人類意識能夠透過網路而無礙地溝通交流、生化軀體的活用已經達到成熟顛峰，但是由生化人以及網路駭客所發起的新型態犯罪仍然無法根絕。有鑒於此，一個強化網路安全性的嶄新網路架構「Meta Real Network」（日文簡稱Metal）便應運而生。Metal能夠藉由自身的有機電腦防火牆「Bubble Shell」來隔絕保護人類的記憶資料不受駭客的攻擊與竊取，但另一方面，在Metal中竟開始發生了人類透過記憶來解放本能、釋放欲望的新式犯罪行為。為了消滅這個新犯罪模式，一種專門調查機構及其專屬探員「電腦Diver」出現了！整部動畫將透過劇中主角電腦Diver－波留真理的視點，一方面解決一連串的Metal犯罪，一方面來深入故事核心。

## 出場人物
波留真理（聲優：森功至）
本作男主角，以前是擅長自由潛海（Free Diving）的專業潛水員，是一位生於1980年4月1日的老人。在2012年進行的一次觀測實驗中被捲進「海燃燒」現象，因而發生了嚴重的意外，此事件令波留喪失意識長達50年。已接受電子腦，在真實的世界正是一位81歲的坐在輪椅上生活的老人家，必需依賴水面和赫倫的照顧。但在電子腦的世界裡（即Metal裡），卻是行動自如且身手不凡的電腦Diver。在進行潛腦活動時，會回復成50年前年輕時候的姿態。第一人稱是「我」（日文作）。
在那次人工島發生「海燃燒」現象而令至全島停電的時候，因為與水面一起解決了停電事件，因而成為電理研的特殊調查人員。
「波留真理」這個名字，原應讀作「Haru Masamichi」（男性化的名字），但時常被誤讀作「Haru Mari」（日文讀音為；日本常有女子以「真理」作為名字，此時「真理」的發音為「Mari」，而非「Masamichi」），因而時常被誤會為女性，直到水面她們看見了本人，才相信波留是位男性。沙也加和雪乃也因為名字的問題一直稱呼波留為「Haru Mari」（女性化的名字）。
最终获得“海”的力量，恢复了年轻的身体
蒼井水面（聲優：沖佳苗）
本作女主角，15歲的中學生。生於2045年7月21日。
在那次人工島發生「海燃燒」現象而令至全島停電的時候，因為幫忙波留解決停電事件，因而成為波留的Buddy（電理研的工作人員，專門負責照顧電腦Diver並對腦潛的工作提供協助）。強烈地想以Buddy的身份待命在波留身邊，好好地做好Buddy的工作。好奇心很強，一旦遇上有興趣的事情，便會有一頭栽進去的傾向。身體的運動能力很高，甚至可以跟上程式設計的仿生機械人（Android）的動作能力，能穿著暴走鞋（roller skate）在難以立足之處疾跑。但是，在澳大利亞內陸成長的水面好像並不擅長游泳。討厭青椒，說話帶點幼稚的感覺。沒有進行義體化和電腦化。被沙也加愛稱為「妮雅茉」（Nyamo，日文原文為；這名稱是日本四格漫畫作品笑園漫畫大王的簡稱）。
极度仰慕波留真理，即使對方是个81岁的老人。
蒼井颯太（聲優：高橋廣樹）
水面的哥哥。2039年2月14日生。
擅长料理，家事万能，理想是追求格斗的和谐性。一直与秘书长高波保持“暧昧”关系，后倾心于赫倫。(在御姐恋人机恋中选择了AI……)
赫倫（聲優：川澄綾子）
以秘书长高波（人工岛第一公主）为原型制作的AI（片中意思是女性AI是以让男性觉得舒适的外貌建造的，并且一般不会拒绝男人的任何邀请），称波留真理（称其为主人），在与蒼井颯太的格斗技研修中发展出了超友谊关系。
久島永一朗（聲優：藤原啟治）
書記長（聲優：鶴弘美）
人工岛第一届的公主（类似于形象代表），任期20年，并持续任职中，年龄超过40岁，喜欢蒼井颯太。
神子元沙也加（聲優：渡邊明乃）
蒼井水面的同学
伊東雪乃（聲優：野中藍）
蒼井水面的同学

## 工作人員
- 原著：士郎正宗、Production I.G
- 原著協作：Crossroad
- 監督：古橋一浩
- 企劃：奧田誠治（NTV）、平山博志（VAP）、石川光久（Production I.G）
- 監製：中谷敏夫（NTV）、笠原陽介（NTV）、植田泰生（VAP）、和田丈嗣（Production I.G）
- 系列構成：藤咲淳一
- 人物設定：上山徹郎
- 未來影像設計：竹內敦志
- 道具設計：尾崎智美
- 未來設計監督：Serkan Anilir
- 美術設定：成田偉保（KUSANAGI）、杉山普史（Studio Wyeth）、竹田悠介（Bamboo）
- 美術監督：一色美緒（Studio Wyeth）
- 色彩設計：廣瀨
- 特殊效果：村上正博
- 攝影監督：田中宏侍
- 編輯：今井大介（JAY FILM）
- 音響監督：山田知明（Rise Spirit）
- 音響效果：山谷尚人（SOUND BOX）
- 音樂：平野義久、
- 音樂製作：千石一成、茶前香
- 音樂協力：日本電視台音樂、VAP
- 協力：株式會社Bism、WILLCOM、Clutch Player有村伸一郎
- 助理監製：小林三紀子
- 動畫監製：中武哲也
- 製作：Production I.G
- 製作、著作：RD 潛腦調査室製作委員會（日本電視台、D.N. Dream Partner、VAP、Production I.G）

## 主題曲

### 片頭曲
「Wanderland」
作詞 - 菅原卓郎 / 作曲 - 滝善充 / 歌 - 9mm Parabellum Bullet（EMI音樂日本）

### 片尾曲

作詞・作曲 - 松村孝彦 / 歌 - LAST ALLIANCE（VAP）

### 插入曲

歌 - 矢沢永吉
- 第13話「另一片海（もうひとつの海）」使用的是演唱版。

## 各話列表
英文的副標題全以拉丁字母的「i」或「I」作開始。 
| 話數 | 日英標題     | 中文標題             | 腳本         | 分鏡         | 演出         | 作畫監督            | 播放日期      |
| ---- | ------------ | -------------------- | ------------ | ------------ | ------------ | ------------------- | ------------- |
| 1    | island       | 龍宮之旅 x 人工島    | 藤咲淳一     | 古橋一浩     | 古橋一浩     | 金子拓              | 2008年 4月8日 |
| 2    | impact       | 少女 x 衝擊          | 藤咲淳一     | 古橋一浩     | 佐佐木奈奈子 | 浅野恭司            | 4月15日       |
| 3    | identity     | REDIVE x 身份        | 藤咲淳一     | 河野利幸     | 河野利幸     | 近藤圭一            | 4月22日       |
| 4    | inside       | 欲望的環礁 x 內裡    | 藤咲淳一     | 初見浩一     | 初見浩一     | 高橋英樹            | 4月29日       |
| 5    | item         | SOUS-MARIN x 道具    | 武藤やすゆき | 矢萩利幸     | 矢萩利幸     | 大久保徹            | 5月6日        |
| 6    | if...        | 情書 x 如果…         | 武藤やすゆき | 山本秀世     | 山本秀世     | 井川麗奈            | 5月13日       |
| 7    | i am a dog   | 手牽手 x 我是一隻狗  | 後藤みどり   | 吉原正行     | 藏本穗高     | 田畑昭              | 5月20日       |
| 8    | ideal        | 沒有朋友 x 理想      | 櫻井圭記     | 佐佐木奈奈子 | 佐佐木奈奈子 | 金子拓              | 5月27日       |
| 9    | I/O          | 事業 x I/O           | 藤咲淳一     | 長沼範裕     | 長沼範裕     | 浅野恭司            | 6月3日        |
| 10   | intelligence | 至高聊天者 x 智能    | 櫻井圭記     | 吉原正行     | 吉原正行     | 川面恒介            | 6月10日       |
| 11   | intent       | 純律 x 意圖          | 川島正弘     | 初見浩一     | 初見浩一     | 小村方宏治          | 6月17日       |
| 12   | image        | 沒有光的早晨 x 印象  | 武藤やすゆき | 萩原弘光     | 萩原弘光     | 佐佐木啓悟          | 6月24日       |
| 13   | intermission | 另一片海 x 中斷      | 武藤やすゆき | 山本秀世     | 山本秀世     | 井川麗奈            | 7月1日        |
| 14   | information  | 海波與海風 x 資訊    | 藤咲淳一     | 古橋一浩     | ソー・ヘジン | 高橋英樹            | 7月8日        |
| 15   | imotare      | 食 x 美食俱樂部      | 後藤みどり   | 安藤真裕     | 許琮         | 鈴木美咲            | 7月15日       |
| 16   | ism          | 透明的力量 x 論說    | 川島正弘     | 矢萩利幸     | 矢萩利幸     | 大久保徹            | 7月22日       |
| 17   | inherit      | home＠home x 繼承    | 櫻井圭記     | 初見浩一     | 初見浩一     | 小村方宏治          | 7月29日       |
| 18   | ion          | 茂密的森林 x 離子    | 後藤みどり   | 加藤敏幸     | 花井宏和     | 谷津美彌子 松岡謙治 | 8月5日        |
| 19   | ichor        | 環繞的水滴 x 濃漿    | 後藤みどり   | 佐佐木奈奈子 | 佐佐木奈奈子 | 金子拓              | 8月12日       |
| 20   | identity     | 用那雙腳 x 個性      | 武藤やすゆき | 山本秀世     | 長沼範裕     | 浅野恭司            | 8月19日       |
| 21   | infinity     | 永遠 x 無限          | 藤咲淳一     | 西村博之     | 許琮         | 高橋英樹            | 8月26日       |
| 22   | immortal     | 平靜的海 x 不朽      | 藤咲淳一     | 山本秀世     | 山本秀世     | 井川麗奈            | 9月2日        |
| 23   | individual   | 人類律 x 個人        | 藤咲淳一     | 初見浩一     | 初見浩一     | 小村方宏治 佐藤仁実 | 9月9日        |
| 24   | inference    | 地球律 x 推論        | 櫻井圭記     | 橋本アキラ   | 下司泰弘     | 肥塚正史            | 9月16日       |
| 25   | i^2 = -1     | Last Dive x i^2 = -1 | 藤咲淳一     | 岡村天齋     | 佐佐木奈奈子 | 佐佐木啓悟 矢向宏志 | 9月23日       |
| 26   | i            | Real Drive x 愛      | 藤咲淳一     | 古橋一浩     | 古橋一浩     | 金子拓              | 9月30日       |

- 第5話的標題（Sous-Marin）原為法文中潛水艇的意思，是一個著名太陽眼鏡品牌名稱。
- 第7話・第15話、場景總作畫監督：高橋英樹
- 第18話、場景監修：荒川眞嗣

## 播放電視台
日本深夜動畫：下文記載的日本国内播放時間使用日本標準時間（UTC+9）表示。因為部分時間标识會採用30小时制，因此請留意这类超过24:00的时间，其實際播放時間為翌日清晨。
| 播放地區   | 播放電視台 | 播放日期                      | 播放時間                          | 備註                  |
| ---------- | ---------- | ----------------------------- | --------------------------------- | --------------------- |
| 關東廣域圈 | 日本電視台 | 2008年4月8日 - 9月30日        | 星期二 24時59分 - 25時29分        | 參與製作委員會        |
| 日本全域   | GYAO!      | 2008年4月9日 - 10月1日        | 星期三 正午 更新                  | 網路廣播              |
| 北海道     | 札幌電視台 | 2008年4月15日 - 10月7日       | 星期二 25時28分 - 25時58分        |                       |
| 中京廣域圈 | 中京電視台 | 2008年4月23日 - 10月22日      | 星期三 26時09分 - 26時39分        |                       |
| 日本全域   | ANIMAX     | 2008年5月9日 - 10月31日       | 星期五 22時00分 - 22時30分 有重播 | CS頻道 ｢LEVEL 22｣頻道 |
| 福岡県     | 福岡放送   | 2008年5月19日 - 11月10日      | 星期一 25時29分 - 25時59分        |                       |
| 近畿廣域圈 | 讀賣電視台 | 2008年5月19日 - 11月24日      | 星期一 26時09分 - 26時39分        | MONDAY PARK頻道       |
| 長野縣     | 信州電視台 | 2008年7月19日 - 2009年1月24日 | 星期六 25時55分 - 26時25分        |                       |
| 栃木縣     | 栃木電視台 | 2009年4月11日 - 10月10日      | 星期六 22時30分 - 23時00分        | 栃木縣内實質再放送    |
| 日本全域   | AT-X       | 2013年10月10日 - 2014年4月3日 | 星期四 21時00分 - 21時30分 有重播 | CS頻道                |

## 相關商品
漫畫版
該動畫改編的，由Production I.G和士郎正宗擔任原作、宮野桃太郎作畫的漫畫在2008年4月26日發售的講談社雜誌《月刊 Magazine Z》2008年6月號開始連載。

## 外部連結
- （日語）官方網站（页面存档备份，存于）
- （日語）Production I.G 作品介紹網頁
- （日語）GyaO 潛腦調查室特集網頁